# Џон Бејнер
Џон Ендру Бејнер (енгл. John Andrew Bayner; Рединг, Охајо, 17. новембар 1949) је бивши амерички политичар. Као члан Републиканске странке, Бејнер је служио као говорник Представничког дома од 2011. до 2015. године и представаљо је 8. округ Охаја у Представничком дому од 1991. до 2015. године.